# Nó (unidade)
Nó é uma unidade de medida de velocidade equivalente a uma milha náutica por hora, ou seja 1,852 km/h.
Apesar de não fazer parte do Sistema Internacional de Unidades (SI), é comum que seja utilizado, embora não seja encorajado, em associação direta com as unidades do sistema internacional. Isso se deve à necessidade de ajustes matemáticos devido à curvatura da Terra. Essa necessidade surge porque o conceito de Nó está diretamente relacionado com as dimensões da Terra, representando uma milha náutica correspondente à extensão de 1º (um minuto) de um grande círculo.

## Definição
O valor convencional do nó (0,514 m/s), correspondente à milha náutica de 1 852 m (a "Milha Náutica Internacional"), foi adotado na Primeira Conferência Hidrográfica Internacional Extraordinária, realizada no Mónaco em 1929. Assim, o nó é uma unidade derivada da milha náutica, também conhecida como milha marítima:
- 1 nó = 1 milha náutica/hora = 1 852 metros/hora = 1,852 quilômetros/hora.

Uma vez que o nó é, por definição, uma unidade de medida de velocidade que corresponde à distância percorrida em relação ao tempo, é incorreto usar a expressão "nós por hora". Na verdade, essa expressão indicaria uma aceleração, pois estaria a referir-se à alteração da velocidade ao longo do tempo. Este erro linguístico é, no entanto, comum na linguagem do dia a dia, quando se fala da velocidade de uma embarcação.

## Conversão de unidades
1 nó é equivalente a:
- 0,51444 m/s
- 1,852 km/h
- 1,00 milha náutica/h
- 1,15 milha terrestre/h

10 nós correspondem a 18,52 km/h; 20 nós a 37,04 km/h; 30 nós a 55,56 km/h; 50 nós a 92,6 km/h.
1 Mach, à temperatura e pressão atmosféricas normais à superfície da Terra, corresponde a 644,384 nós.

## Origem
A origem do termo "nó" remonta às práticas utilizadas em navios para determinar a velocidade. Uma das abordagens mais comuns envolvia lançar um flutuador calibrado da popa do navio, que, devido ao atrito com a água, permanecia relativamente estático à superfície. Esse flutuador estava ligado ao navio por um cabo com nós espaçados regularmente. Contando o número de nós liberados durante um período específico - o que mantinha o flutuador inalterado - obtinha-se uma estimativa da velocidade, ou seja, contava-se quantos nós saíam do navio durante a medição.
Um dispositivo amplamente utilizado para esse fim era a "barquinha" ou "barca", cuja invenção, atribuída ao português Bartolomeu Crescêncio, ocorreu no final do século XV ou início do século XVI. A barquinha consistia num flutuador triangular de madeira, chamado "batel", com uma borda arqueada ponderada para se manter na vertical quando rebocado na água. O batel era amarrado a um cabo com nós colocados em intervalos adequados, enrolado num carretel de madeira. Ao lançar o batel, contavam-se os nós soltos durante o tempo necessário para esgotar uma ampulheta.
Para simplificar os cálculos, usava-se uma combinação apropriada de intervalos entre os nós no cabo e tempos de medição, resultando no valor direto da velocidade sem a necessidade de cálculos complexos. Uma combinação típica envolvia o uso de uma ampulheta que demorava 28 segundos para se esgotar e um cabo com nós espaçados a cada 47 pés e 3 polegadas (aproximadamente 14,40 metros). Nessa configuração, cada nó lançado correspondia a 14,40 m a cada 28 s, ou seja, a uma velocidade de 1 851,66 m por hora. Isso resultava em um erro de estimativa de apenas 0,02% em relação a uma milha náutica de 1 852 metros, um valor substancialmente menor que os erros de observação e a influência do desvio do flutuador. A distância entre os nós podia ser ajustada de acordo com as características do flutuador, para corrigir o desvio e o erro causado pela corrente da água.

## Termos usados em aviação
- KTAS significa "knots true airspeed", uma medida da velocidade real de uma aeronave através do ar.
- KIAS significa "knots indicated airspeed", é velocidade em relação ao ar lida no odómetro ou outro instrumento de medida da velocidade.
- KCAS significa "knots calibrated airspeed", é a velocidade em relação ao ar corrigida em função do erro posicional conhecido.
- KEAS significa "knots equivalent airspeed", é a velocidade da aeronave em relação ao ar corrigida do erro causado pelos efeitos de compressibilidade.